# Camarões nos Jogos Olímpicos de Verão de 1972
Camarões competiu nos Jogos Olímpicos de Verão de 1972, em Munique, Alemanha Oriental.

## Resultados por Evento

### Atletismo
100m masculino
- Gaston Malam
  - Primeira Eliminatória — 10.88s (→ não avançou)

1.500m masculino
- Esaie Fongang
  - Eliminatória — 3:54.5 (→ não avançou)

5.000m masculino
- Nji Esau Ade
  - Eliminatória — 15:19.6 (→ não avançou)

Salto em altura masculino
- Hamadou Evele
  - Classificatória — 1.90m (→ não avançou)

### Boxe
Peso Pesado (+ 81 kg)
- Jean Bassomben
  - Primeira rodada — Perdeu para Hasse Thomsén (Suécia), 1:4

### Ciclismo
Estrada individual masculino
- Joseph Evouna — não terminou (→ sem classificação)
- Joseph Kono — não terminou (→ sem classificação)
- Nicolas Owona — não terminou (→ sem classificação)
- Jean Bernard Djambou — não terminou (→ sem classificação)